# Felipe Pedrell
Felipe Pedrell i Sabaté (Tortosa, 19 febbraio 1841 – Barcellona, 19 agosto 1922) è stato un compositore spagnolo.

## Biografia
Felipe Pedrell svolse la sua attività perlopiù in Spagna, anche se nel 1876 visse per breve periodo a Roma, dove compose musica sacra e nel 1877, di ritorno dall'Italia, si fermò a Parigi, dove compose musica sinfonica. Ha svolto una intensa opera di critico musicale, di storico e di teorico della musica, esaminando sia la canzone popolare, sia la tradizione polifonica e strumentale, sia il teatro spagnolo. Il suo maggior merito è stato quello di dar vita alla musicologia moderna in Spagna, anzi si può considerare come il fondatore della scuola musicale moderna spagnola. Sul suo esempio e grazie ai suoi insegnamenti, i compositori spagnoli iniziarono ad includere temi popolari nelle loro opere, dando così vita a quello che va sotto il nome di nazionalismo musicale spagnolo. Fra i suoi allievi si ricordano Isaac Albéniz, Enrique Granados, Joaquín Turina e Manuel de Falla.
Dal suo maestro, Juan Nin, attinse l'interesse per la polifonia del Cinquecento e per la musica popolare spagnola (etnomusicologia). La sua opera Quasimodo andò in scena nel 1875. Nel 1878 Felipe Pedrell si stabilì a Barcellona, come direttore di una compagnia che rappresentava operette e che nel 1879 mise in scena la sua opera El último Abencerraje.
Felipe Pedrell si cimentò in generi musicali classici:
- Musica da camera
- Corale
- Messa
- Opera lirica
- Inni sacri
- Canzoni popolari
- Poema sinfonico